# Вировий Євген Семенович
Євге́н Семе́нович Вирови́й (псевд. Євген Малий, Малий, Євген В-вий, Евг. Вир.; 27 лютого 1889, Сміла, Черкаський повіт, Київщина, нині Черкаської обл — 17 травня 1945, Прага, Чехія) — український громадський, культурно-освітній, педагог, видавець, популяризатор творчості Кобзаря, видавець його творів, член «Просвіти». Учасник українського національного відродження 1917 року на Катеринославщині, один з організаторів катеринославської «Просвіти». у січні 1919 р. — голова культурно-просвітньої комісії Трудового конгресу. Емігрував до Чехословацької республіки.
Голова Українського товариства прихильників книги в 1926—1934. Комендант спілки українських пластунів-емігрантів у 1931—1933 роках, активний співробітник Української загальної енциклопедії «Книга знання», філателіст — власник відомої колекції українських марок, неодноразово нагородженої на міжнародних виставках. Жертва російського окупаційного терору.

## Життєпис

Євген Вировий.

Походив із заможної селянської родини. Його батько мав водяний млин. У 1903 вступив до Глухівського учительського інституту. Його однокурсник Микола Карпов згадував, що це був високий та славний юнак.

«Довгасте лице рум'яне на всю щоку, чудовий колір обличчя. А темно-сині очі! Це були справжні очі волоокої Гери. Красень-хлопець».

У той час 16-літній хлопець був справжнім українським націоналістом, послідовником Миколи Міхновського, борцем за незалежну Україну.
Придбавши чотири томи словника Бориса Грінченка, він слово за словом читав його, поглиблюючи свої знання з української мови. Щоб не заснути над словником, Євген роззувався і роздягався, і босий, в самій білизні, ніби мрець, що вночі підвівся з домовини, вимірював підлогу порожньої аудиторії, аж поки Хомич (швейцар) не знаходив його і не випроваджував спати: не можна в заборонений час казенний гас марно витрачати.
Євген звертався до однокурсників:

«Як же нам не вивчати рідної мови, коли безпремінно доведеться будувати власну українську державу, позаяк мова — душі нашого українського народу люстро, це відгомін її».

Вировий був одним з ініціаторів створення в інституті українського гуртка. На його засіданнях читали нелегальну українську літературу: Михайла Драгоманова, Михайла Грушевського тощо, виступали за національну українську школу (великим прибічником цієї справи був майбутній письменник Степан Васильченко). Цим гуртком опікувався Дмитро Дорошенко, який під час революції 1905–1907 подовгу жив на Глухівщині. В подальшому Д. Дорошенко відіграв значну роль в житті Вирового.

### Вчителювання, публіцистична і громадська діяльність в Катеринославській «Просвіті»
Під час першої російської революції Євген став надсилати статті, пройняті націоналістичним духом, у газету «Хлібороб», що виходила в Лубнах. Цю першу на Наддніпрянській Україні газету українською мовою фактично очолював ідеолог державної незалежності України, основоположник і перший ідеолог українського націоналізму Микола Міхновський. Вировий довго переживав з приводу швидкого закриття газети, але невдовзі став писати статті для київської газети «Рада», де членом редколегії був його близький друг і наставник Дмитро Дорошенко, який через багато років писав у замітці «Пам'яті Євгена Вирового»:

«Скінчивши Глухівський інститут (здається, в 1908 році), Вировий пішов учителювати до Жмеринки. А з осени 1909 року дістав посаду вчителя історії в комерційній школі у Катеринославі, де директором був відомий тоді український педагог і громадський діяч Антін Синявський.
Він намагався запрошувати на посади до своєї школи українців, і я порекомендував йому Вирового… Він виявив великий педагогічний хист, любов до дітей, і діти любили його. Тут, у Катеринославі, розвинув Вировий і широку громадську працю голови в місцевій „Просвіті“ та в її сільських філіях. Став він діяльним членом ТУПу („Товариство українських поступовців“). У наддніпрянському місті Євген Вировий подружився з Д. Яворницьким, А. Кащенком, В. Бідновим, П. Наріжним. Коли у 1916 році царська влада закрила в Катеринославі „Просвіту“, він заснував „Українське видавництво“, яке видало кілька десятків українських книжок».

7 лютого 1910 Вировий обраний членом Катеринославської вченої архівної комісії. Вировий затверджений членом Катеринославської «Просвіти» загальними зборами товариства 26 вересня 1911.
На зборах 21 квітня 1912 обраний кандидатом у члени ради. У квітні того ж року обраний членом ради на місце Марії Хрінникової. Від 27 січня — секретар товариства. Виконував обов'язки писаря до 15 січня 1914. У 1915 мешкав за адресою: вул. Філософська, 44.
Від Січеславської «Просвіти» покладав квіти на могилу С. Руданського в Ялті, написав статтю про відвідини могили поета в «Дніпрових хвилях» (1913). Відгукнувся схвальною рецензією на читанку Бориса та Марії Грінченків «Рідне слово» («Дніпрові хвилі». — 1913. —№ 2).

### Громадсько-політична діяльність за часів національного відродження 1917—1920 років
Перебував під негласним наглядом поліції. Один з чільних діячів відродженої навесні 1917 Катеринославської «Просвіти», її голова. Ініціатор створення і голова Українського учительського товариства в Катеринославі (1917–1918), голова Культурно-просвітньої комісії Трудового конгресу в Києві (1919).
Друкувався в «Рідному краї», «Раді», «Дніпрових хвилях». У статті «Теж німуємо (лист із Катеринослава)» («Рада». — 1914. — 30 березня. — № 73) писав про заборону Шевченківського ювілею в Катеринославі. У незалежній українській державі, зокрема, у 1918 Вировий був організатором Шевченківських свят у Катеринославі.
У статті «Великий революціонер — Апостол Правди» («Живе слово». — Катеринослав.— 1918. — № 1) писав про революційне значення поезії Т. Г. Шевченка. Кероване Вировим «Українське видавництво в Січеславі» видало такі твори Шевченка: «Заборонені поезії» (1917), «Сон» (1917) і «Кобзар» (1919, з передмовою П. Щукина).
За свідченням М. Карпова, наприкінці існування гетьманату Вировий був особистим секретарем і першим консультантом в українських справах Павла Скоропадського.

### Еміграція до Чехословаччини

Євген Вировий.
1 березня 1924, Прага

Книга Дмитра Дорошенка «Тарас Шевченко», видана за сприяння Є. Вирового у Празі для Канади англійською мовою. Ілюстрація з книги М. Чабана "Діячі Січеславської "Просвіти" (2002).

У 1919 виїхав за кордон і оселився в Празі. Тут продовжується його видавнича діяльність. Він видавав книги таких авторів: Д. Чижевський, Д. Антонович, С. Русова, В. Щербаківський, О. Олесь, Ю. Дараган та ін. Вирового називають одним з найвизначніших видавців української книги XX століття. Крім того, в Празі він стає одним із загальновизнаних авторитетів філателістичного світу. Вировий зредагував кілька альбомів українських марок, написав ґрунтовну статтю «Українська філателія». Його також можна вважати основоположником філателістичної україніки.
У 1930-х активно співпрацював із Українським Бюро в Лондоні, збираючи для нього матеріали.
Завдяки йому у Празі 1941 перевидано «Кобзаря» (з передмовою В. Сімовича) з нагоди століття першого видання. Це видання вважається одним з кращих у шевченкознавстві, попри втручання німецької цензури. Празький «Кобзар» вийшов за рахунок 64-х жертводавців, однак всі адміністративні та фінансові клопоти взяв на себе Вировий. Він особисто вів переговори з цензурою, друкарнею, палітурнею, доглядав за друком, коректурою.
Український літературознавець із Словаччини Микола Мушинка, який досліджує празький період життя та діяльності Вирового, відшукав у підвалі будинку, де мешкав у Празі видавець, 26 коректорських гранок збірки українських патріотичних поезій «Буде буря!», упорядкованої незадовго перед смертю поетесою Оленою Телігою. Отже, наприкінці життя Вировий не стояв осторонь українського визвольного руху.
Багато робив як добродійник. Зокрема, допоміг поетесі Галі Мазуренко у виданні першої її книжки "Акварелі" (1926), а перед самою своєю трагічною загибеллю позичив поетесі гроші на переїзд, щоб вона з дітьми могла емігрувати у 1945 з Праги до Лондона.

### Трагічна загибель
О. Ільїн висуває версію, що Вировий був, як і Олена Теліга, членом ОУН(м), але задля конспірації старанно це приховував. На це непрямо вказує і те, що він під час німецької окупації побував у Києві, і його трагічна загибель у травні 1945, коли Вировий викинувся з вікна своєї квартири під час спроби його арешту радянськими спецслужбами. Цей відчайдушний вчинок можна пояснити лише тим, що він багато знав.

## Вшанування пам'яті
26 листопада 2015 року вулиця Кочкіна у Дніпрі була перейменована на вулицю Євгена Вирового.